# Orfèvrerie étrusque

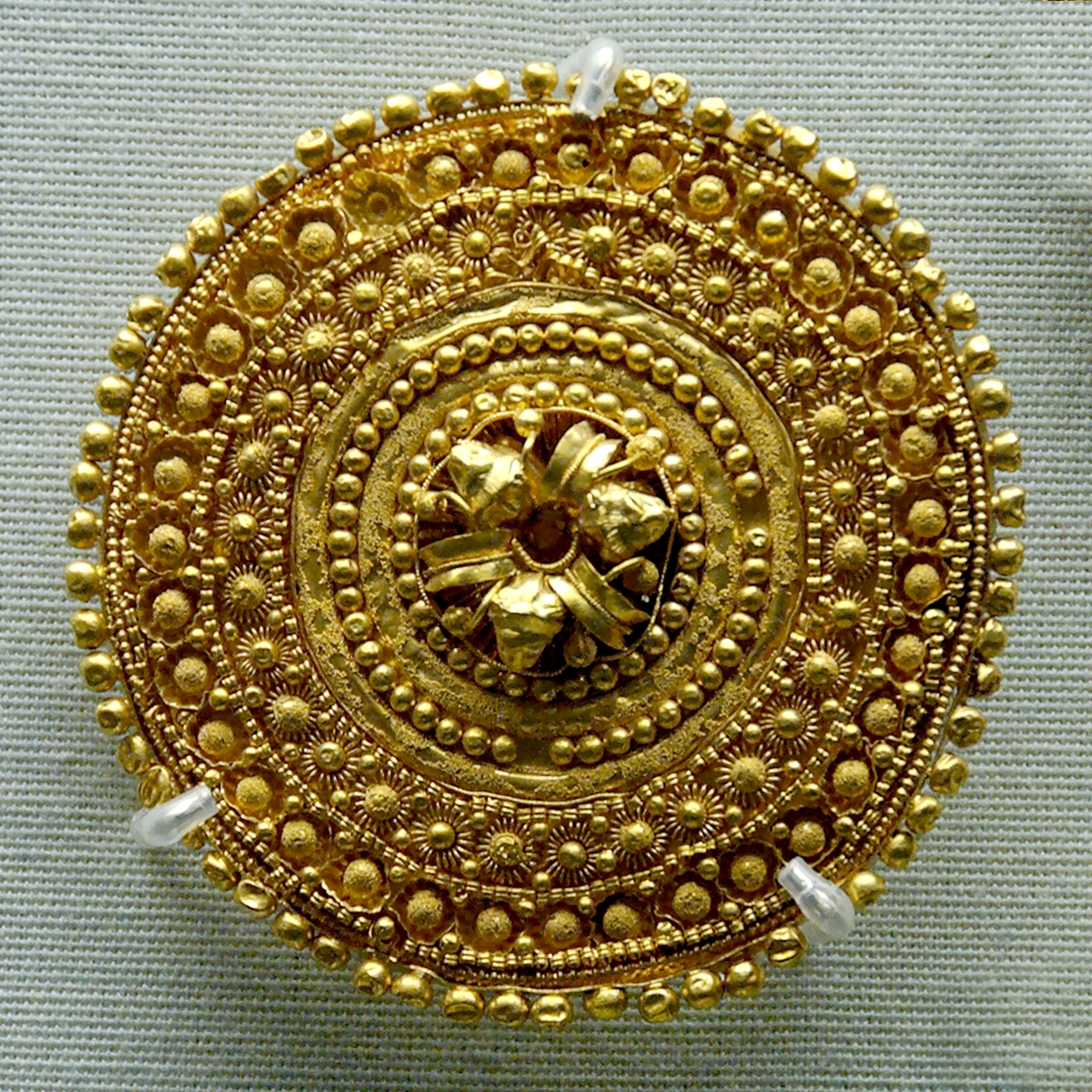
Bijou à granulation.

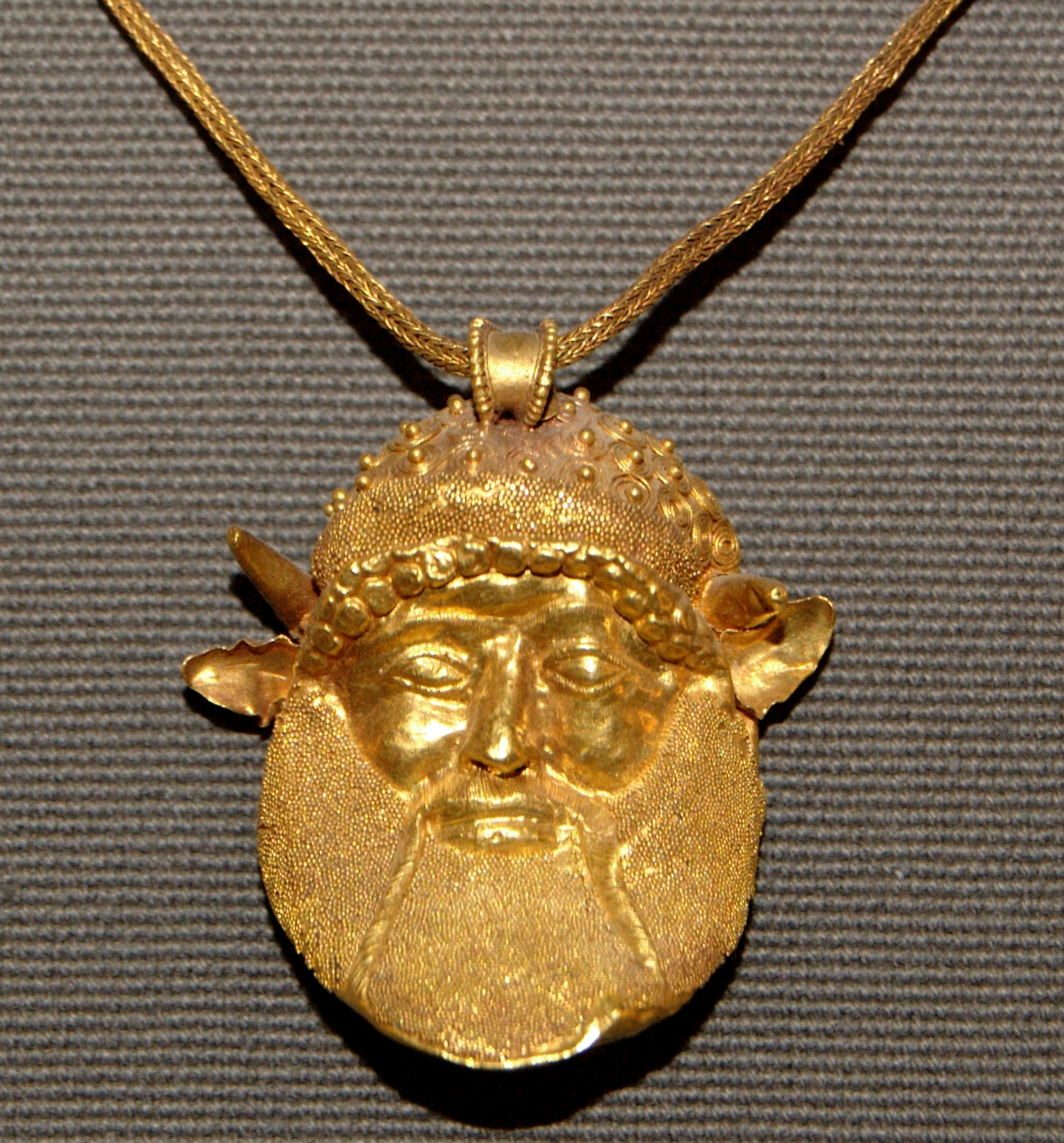
Pendentif à tête d'Achéloos du - musée du Louvre.

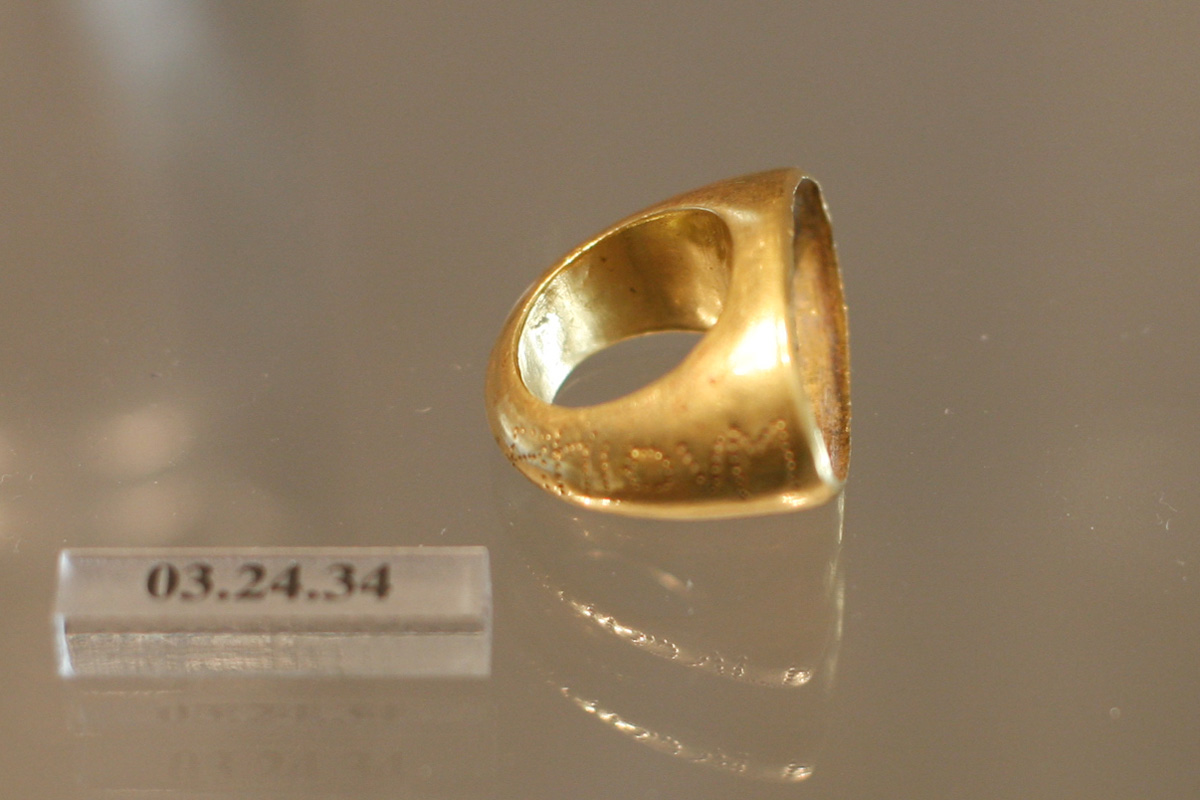
Bague à chaton.

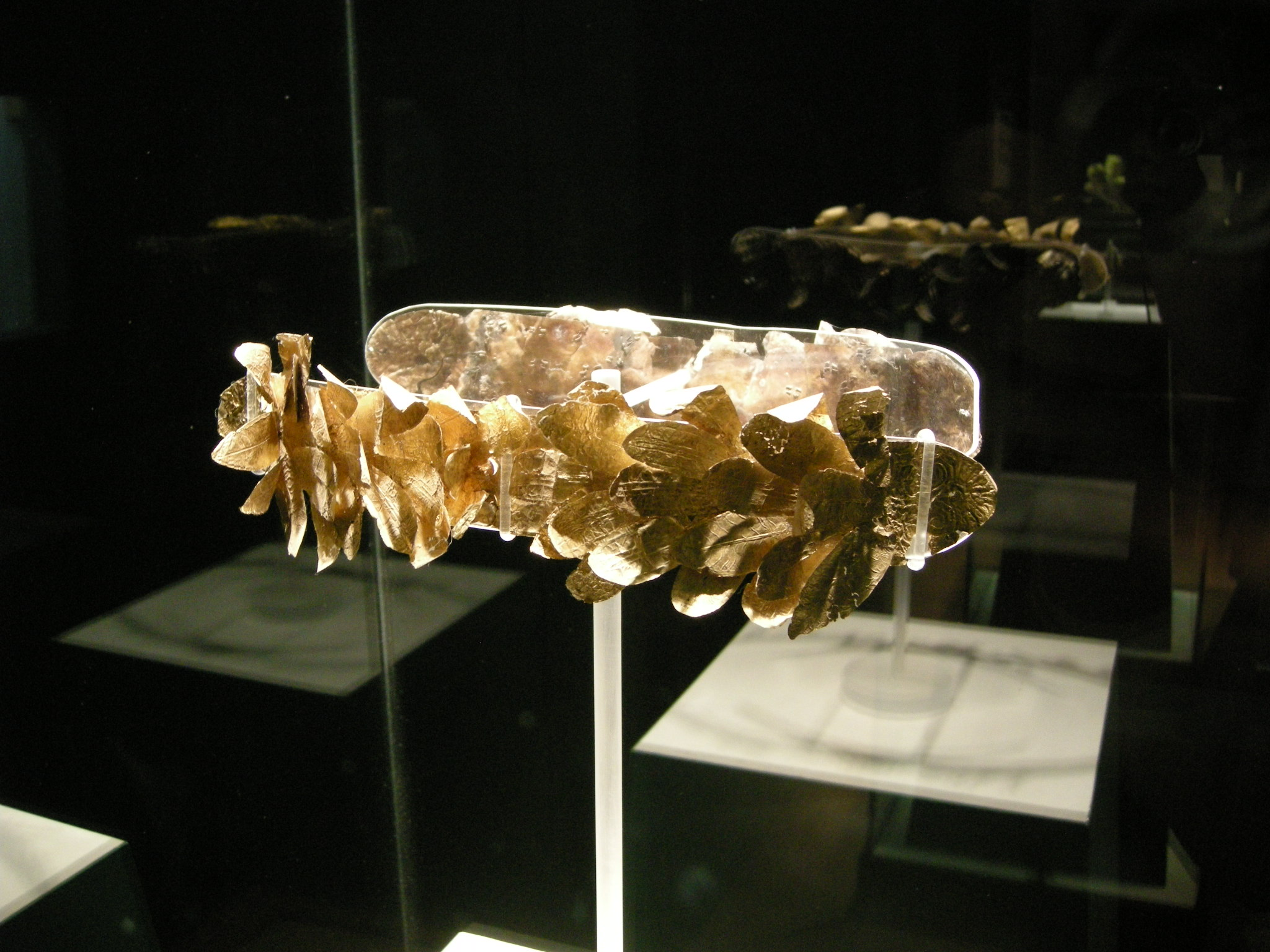
Bandeau à feuilles d'or.

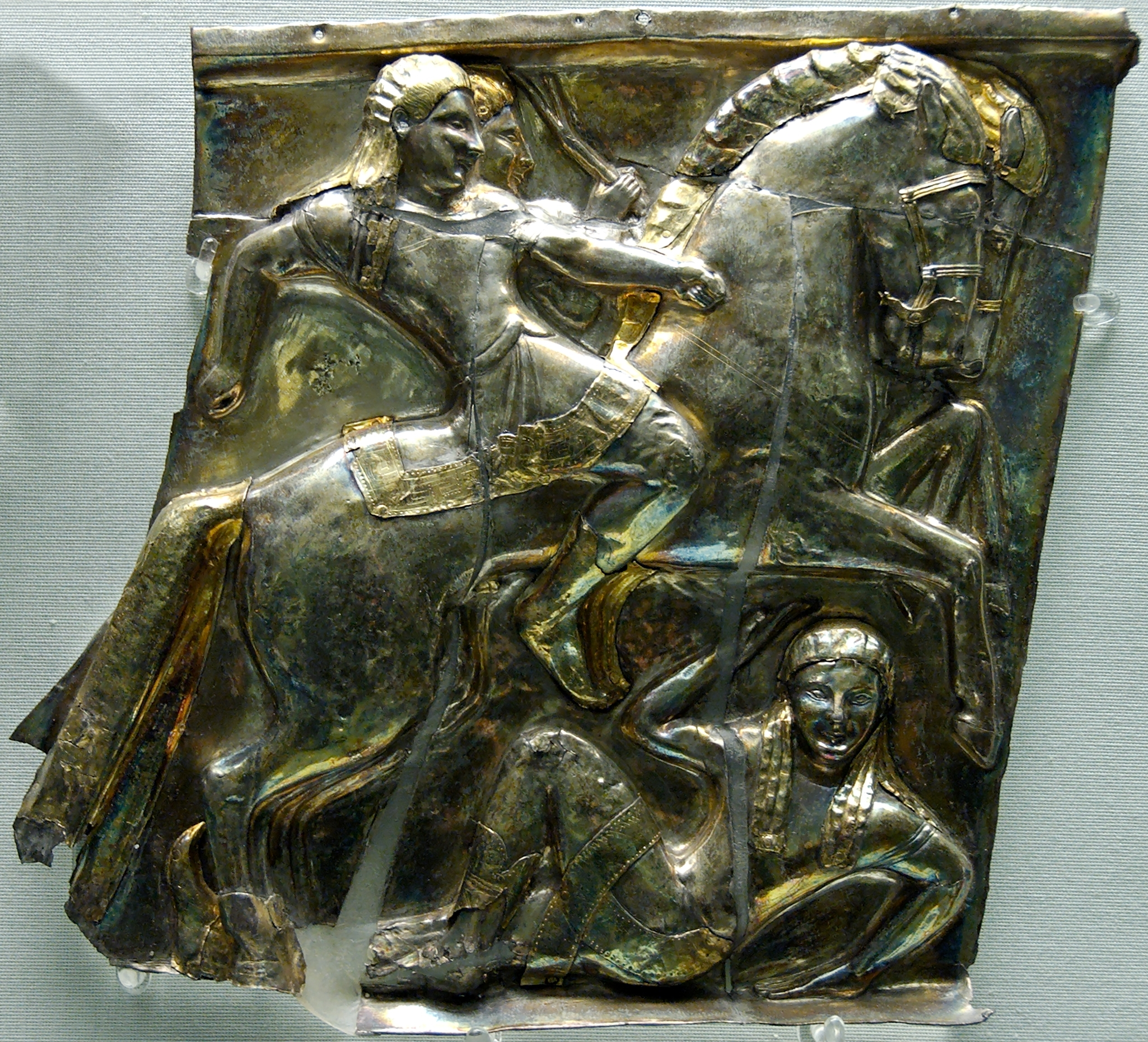
Scène mythologique en argent repoussé.

L'orfèvrerie étrusque est, comme d'autres domaines de la civilisation des Étrusques, tributaire des périodes historiques, et nos connaissances de leur savoir-faire est issue des bijoux retrouvés dans leurs tombes princières.

## Époque orientalisante
L'or local y est rare et son importation coûteuse est réservée aux bijoux destinés à la classe aristocratique émergente. Les bijoux abondent dans les sépultures princières de cette époque, où ils sont le signe du statut social élevé du défunt. La richesse des échanges commerciaux avec le Proche-orient permet également aux orfèvres d'apprendre leurs techniques décoratives en particulier de Phénicie : la granulation et le filigrane apparaissent en Étrurie dès le milieu du VIIIe siècle av. J.-C.

## Époque archaïque

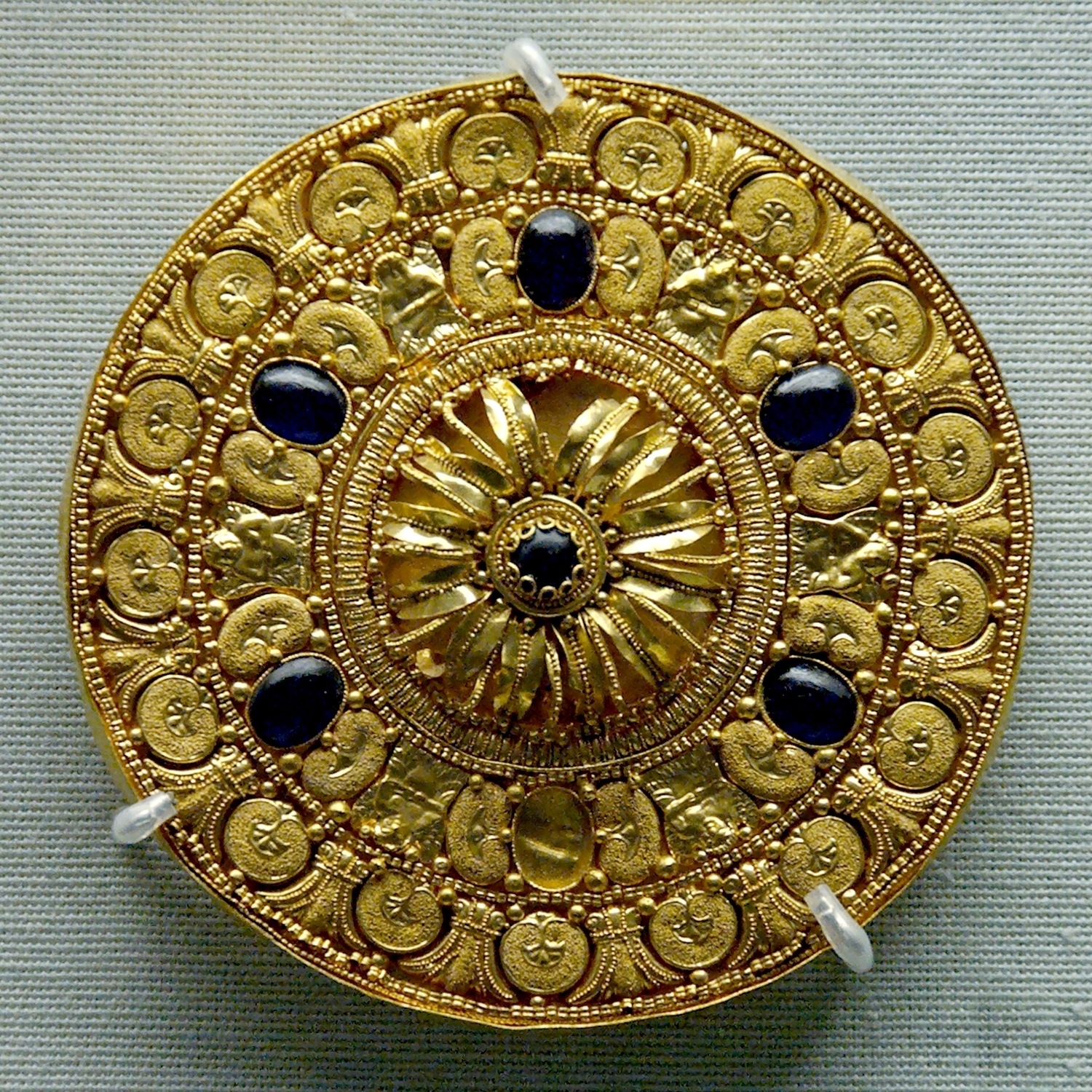
Bouchon d'oreille décoré d'une rosette, de sirènes, de fleurs de lotus et d'inserts de pâte de verre vitreuse bleu foncé. Diamètre 6,8 cm (2,7 in) Poids : 318 grammes (11,2 oz)

Au VIe siècle av. J.-C. les modèles grecs s'imposent d'abord (boucles d'oreilles à disque, bagues à chatons) puis les orfèvres étrusques développent leurs modèles locaux (boucles d'oreilles à barillet) et l'émail apparaît en plus des techniques précédentes de granulation et filigrane pour plus de couleur. 
Le Ve siècle av. J.-C. voit une diminution des objets de luxe dans le mobilier funéraire par la crise qui suit la défaite navale à Cumes en 474 av. J.-C. et qui touche les centres de l'Étrurie méridionale et côtière. Le report du trafic commercial vers l'Adriatique est sensible et on suit son évolution vers les centres de la vallée du Tibre.

## Époque classique et hellénistique
L'étalage des richesses reprend dans les figures votives et les monuments funéraires entre la fin du Ve et le début du  IVe siècle av. J.-C. De nouveaux types de bijoux apparaissent, éloignés des modèles grecs, tout en gardant les scènes d'inspiration mythologique et en utilisant la technique de l'estampage : larges bandeaux décorés de feuilles, boucles d'oreilles en forme de grappe de raisin et bulles portées en pendentif.

## Types de bijoux
- boucles d'oreilles en forme de disque
- boucles d'oreilles en forme de barillet
- boucles d'oreilles en forme de grappe de raisin
- pendentifs à tête d'Acheloos de Chiusi
- pendentifs en forme de bulle censés renvoyer le « mauvais sort »
- fibules
- serre-tresses
- bracelets
- bandeaux
- diadèmes

## Pastiches, imitations et faux
L'engouement au XIXe siècle des riches voyageurs du « Grand Tour » pour ces parures fit naître des bijoux « à l'étrusque », des pastiches, des imitations avouées ou même des faux destinés à tromper les collectionneurs. L'atelier Castellani a ainsi « restauré à l’étrusque » le collier Campana du Louvre, en 1859, en vue de la vente de la collection Campana à Napoléon III.
La plupart des bijoux articulés, prétendument d'origine étrusque, ne sont en fait que des assemblages par des fils d'or de conception moderne, d'éléments antiques prélevés sur des boucles d'oreilles.
Voir les ouvrages suivants sur ce thème précis :
- Ida Caruso, « Antique et presque antique » in Les bijoux étrusques comme source d’inspiration et de falsification pour les Castellani (traduit par Giovanna Léo), p. 79
- Gertrud Platz-Horster, L’orfèvrerie étrusque et ses imitations au XIXe siècle (traduit par Françoise Gaultier et Catherine Metzger), p. 91.